# Yohanna Troell
Yohanna Maria Bianca Troell, född 4 maj 1983, är en svensk skådespelare. Hon är dotter till Jan Troell och Agneta Ulfsäter-Troell.
Troell, vars förnamn ursprungligen stavades Johanna, föddes i början av sin fars långfilmsdokumentär Sagolandet (1988). Hon hade också en roll i hans film Så vit som en snö (2001). År 2003 kom Thomas Danielssons uppmärksammade kortfilm Johanna! Yohanna!, en dokumentär om henne och den mobbning hon utsattes för under sina första sex skolår. Hon medverkade också i filmen Visions of Europe (2004), i Maria Larssons eviga ögonblick (2008) samt i Dom över död man, där hon spelade huvudkaraktären Torgny Segerstedts dotter Ingrid.